# Association des maires de France
Ne doit pas être confondu avec Association des maires ruraux de France.
Pour les articles homonymes, voir AMF.
Pour un article plus général, voir Maire.
L'Association des maires de France et des présidents d'intercommunalité (AMF) est une association loi de 1901 créée en 1907 et reconnue d'utilité publique en 1933. Elle compte plus de 34 000 adhérents, maires et des présidents d'intercommunalité.

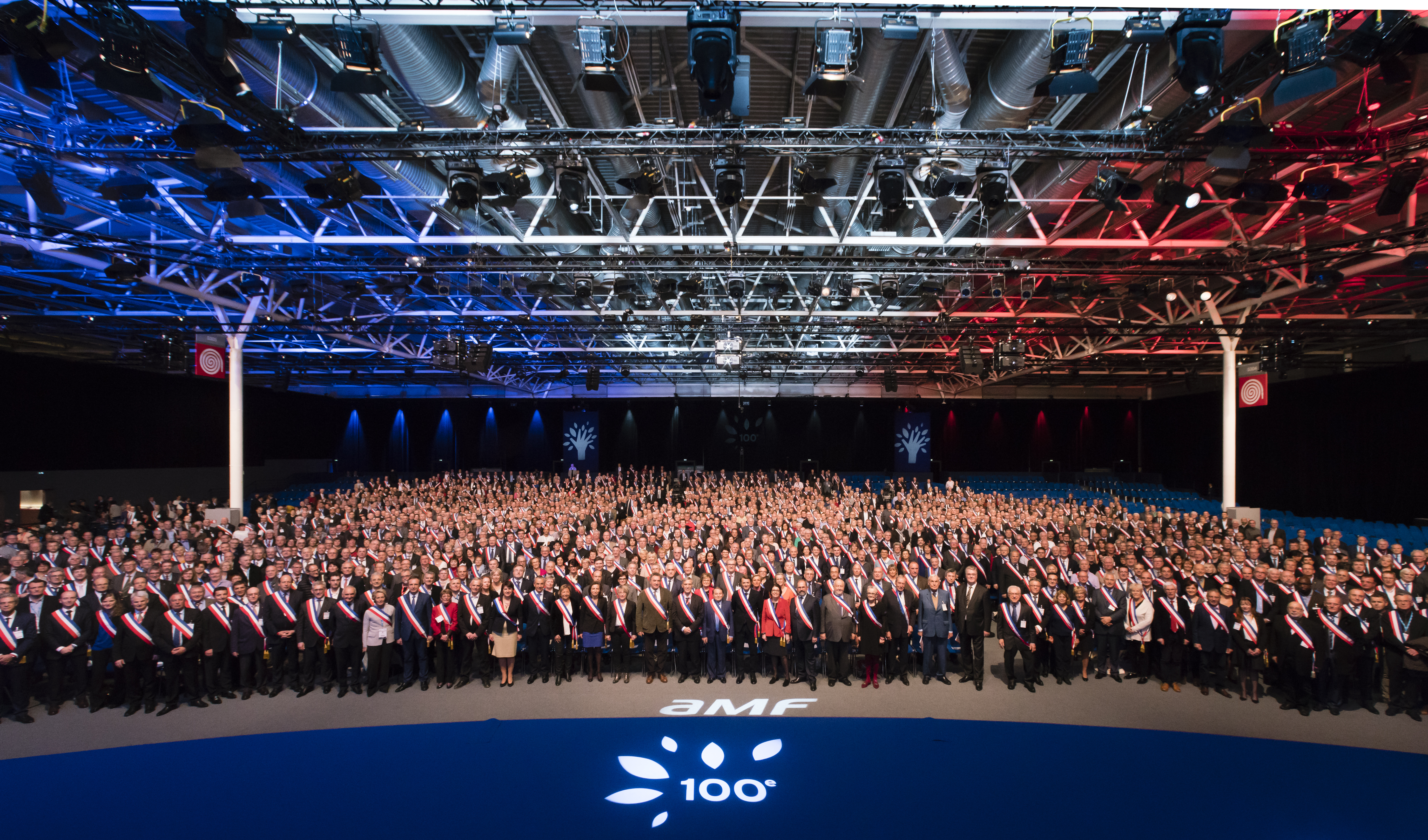
de l'AMF (novembre 2017).

## Historique

### De 1907 à 1940: une structuration sous la Troisième République
Les deux premiers congrès des maires se tiennent en 1907 (mai et décembre), à l'initiative du maire de Nantes, Paul-Émile Sarradin, et portent sur la question du maintien ou pas des octrois. Un bureau permanent des congrès est mis en place. Sont invités au congrès de décembre 1907 les maires des villes d'au moins 20 000 habitants.
Cette association entre les maires contrevient à l'application stricte de la loi municipale du 5 avril 1884, dont l'article 72 interdit à tout conseil municipal de se mettre en communication avec un ou plusieurs autres conseils municipaux.
En 1908, se constitue parallèlement sous l'impulsion de Jean-Baptiste Daure, maire d'Alan, l'Association des maires de France et d'Algérie[réf. nécessaire]. La fusion des deux associations intervient en 1925, manifestant la volonté des maires de s'unir pour faire bloc face aux pouvoirs publics. À la fin des années 1920, l'Association des maires de France est devenue un interlocuteur reconnu par l'ensemble des pouvoirs publics[réf. nécessaire].
La crise des années 1930 contribue à renforcer le rôle de l'Association des maires de France en tant que force de propositions vis-à-vis des pouvoirs publics. Les maires se font alors les porte-parole de préoccupations de plus en plus sociales, rôle reconnu par les pouvoirs publics et qui vaut à l'Association des maires de France d'être reconnue d'utilité publique en 1933.

## Publication
L'association édite une revue mensuelle Maires de France destinée à l'ensemble des élus locaux, qui comporte un magazine, publié en début de mois, et un supplément, publié vers le 15 du mois et diffusé gratuitement aux adhérents et partenaires de l'association. Elle publie également une lettre d'information quotidienne, Maire Info, une lettre d'information hebdomadaire consacrée à l'actualité de l'AMF, AMF Info, et une lettre d'information bimensuelle dédiée aux intercommunalités, IntercoActu.
L'association publie également des guides pratiques afin d'aider les élus au quotidien dans leur action, et les Cahiers du réseau, une mutualisation de l'expertise de l'AMF avec celle des associations départementales de maires et/ou des partenaires institutionnels.

## Liste des présidents
| Période     | Identité                  | Commune                               | Étiquette politique | Notes                                                         |
| ----------- | ------------------------- | ------------------------------------- | ------------------- | ------------------------------------------------------------- |
| 1907-1908   | Paul-Émile Sarradin       | Nantes (Loire-Atlantique)             | RAD                 |                                                               |
| 1907-1917   | Louis Baudet              | Châteaudun (Eure-et-Loir)             | RAD                 |                                                               |
| 1908-1925   | Jean-Baptiste Daure       | Alan (Haute-Garonne)                  | NC                  | Président de l'association des maires de France et d'Algérie. |
| 1918-1920   | Eugène Delaroue           | Melun (Seine-et-Marne)                | RAD                 |                                                               |
| 1920-1927   | Paul Bellamy              | Nantes (Loire-Atlantique)             | PRS                 |                                                               |
| 1928-1933   | Paul Morel                | Vesoul (Haute-Saône)                  | RAD                 |                                                               |
| 1934-1944   | Paul Marchandeau          | Reims (Marne)                         | RAD                 |                                                               |
| 1945-1946   | Édouard Herriot           | Lyon (Rhône)                          | RAD                 |                                                               |
| 1947-1964   | Pierre Trémintin          | Plouescat (Finistère)                 | MRP                 |                                                               |
| 1964-1965   | Alphonse Le Gallo         | Boulogne-Billancourt (Hauts-de-Seine) | SFIO                |                                                               |
| 1965-1974   | Lionel de Tinguy du Pouët | Saint-Michel-Mont-Mercure (Vendée)    | MRP puis CD         |                                                               |
| 1974-1983   | Alain Poher               | Ablon-sur-Seine (Val-de-Marne)        | CD puis UDF-CDS     |                                                               |
| 1983-1992   | Michel Giraud             | Le Perreux-sur-Marne (Val-de-Marne)   | RPR                 |                                                               |
| 1992-2002   | Jean-Paul Delevoye        | Bapaume (Pas-de-Calais)               | RPR puis UMP        |                                                               |
| 2002-2004   | Daniel Hoeffel            | Handschuheim (Bas-Rhin)               | UMP                 |                                                               |
| 2004-2014   | Jacques Pélissard         | Lons-le-Saunier (Jura)                | UMP                 |                                                               |
| 2014-2021   | François Baroin           | Troyes (Aube)                         | UMP puis LR         |                                                               |
| depuis 2021 | David Lisnard             | Cannes (Alpes-Maritimes)              | LR                  |                                                               |

## Lobbying auprès de l'Assemblée nationale
L'association des maires de France est inscrite comme représentant d'intérêts auprès de l'Assemblée nationale. Elle déclare à ce titre que les coûts annuels liés aux activités directes de représentation d'intérêts auprès du Parlement sont compris entre 50 000 et 100 000 euros.

## Association des maires et institutions européennes
En France, l'AMF désigne six titulaires et autant de suppléants pour siéger au Comité européen des régions.
Le Congrès des pouvoirs locaux et régionaux du Conseil de l'Europe est une assemblée politique pan-Européenne composée de 648 élus pour quatre ans – conseillers régionaux et municipaux, maires et présidents de région. Il représente 200 000 collectivités territoriales de 47 pays européens, dont les 36 000 communes de France. En tant que porte-parole des villes et des régions, le Congrès est chargé de renforcer la démocratie locale et régionale dans ses 47 États membres en favorisant la concertation et le dialogue politique entre les gouvernements et les collectivités territoriales. À cet égard, il coopère avec le Comité des ministres du Conseil de l'Europe. L'action du congrès s'articule autour de ses deux chambres, la Chambre des pouvoirs locaux et la Chambre des régions et s'organise autour de trois commissions statutaires : une commission de suivi, une commission de la gouvernance et une commission des questions d'actualité.
Le 21 novembre 2024, lors de son 106e congrès, le bureau de l'AMF a adopté à l'unanimité une résolution générale qui adopte le principe de subsidiarité, qui avait été précédemment adopté par l'Union européenne lors du traité de Maastricht. L'AMF prône une subsidiarité ascendante qui commence par la commune, puis par le département, puis la région, puis l'Etat et enfin l'UE.

## Identité visuelle
Le premier logotype de l'association des maires de France de 1985 à 2010 représente l'écharpe tricolore formant un hexagone (l'une des locutions désignant la France), avec cette particularité de respecter l'ordre du drapeau national, donc d'être une écharpe de parlementaire.
À partir du 1er janvier 2011, la nouvelle identité représente un chêne figurant la solidité de l'institution désormais plus que centenaire. L'écharpe et l'hexagone disparaissent. Au drapeau tricolore sont associées le bleu azur et le vert du développement durable.

Logos
De 1985 à novembre 2010.
De novembre 2010 à mai 2015.
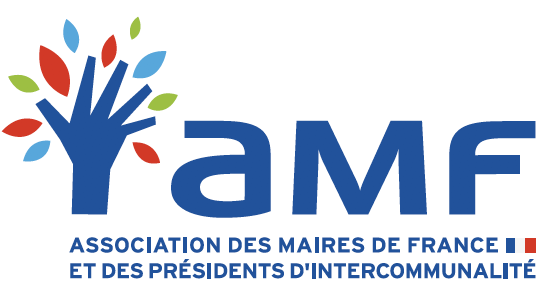
Depuis mai 2015.